# W (缶コーヒー)
W（ダブリュー）は伊藤園が2006年（平成18年）から発売している缶コーヒーのブランドである。

## 概要
伊藤園は以前から「Salon de Café（サロンドカフェ）」等の缶コーヒーを発売しており、同業他社の製品よりは規模が小さいながらも、2004年度の売上実績で2000年度の30%増の伸長率だった。これは缶コーヒーの売上の多くを占める自動販売機の設置台数が増えたことや伊藤園がこだわる製品づくりが缶コーヒーユーザーに認められたためである。
そこで、更なるラインナップ強化の為に、中高年男性のヘビーユーザーをターゲットにした機能性缶コーヒーとして立ち上げたのが「W（ダブリュー）」である。当時、注目を集めていたコーヒー特有のポリフェノールであるクロロゲン酸を当社従来品の2倍に相当する50mg（1缶あたり）を含有しつつ、使用する水や抽出したコーヒーから酸素を除去し、製造工程を低酸素管理するとともに、充填時に缶内部への酸素の混入を防止して品質を守る「ダブル・ブロック製法」を採用。この商品特長を表現する為に「W」というネーミングになった。
2007年9月にはこれまで複数のブランドが存在していた当社の缶コーヒーを「W」に集約させた。なお、クロロゲン酸の含有量は2009年のリニューアルで1缶あたり25mgとなっていたが、2011年10月発売の「衝撃BLEND」で1缶あたり28mgとなり、これに合わせ、既存の「ブラック」・「劇的微糖」・「カフェオレ」が同時期から仕様変更され、1缶あたり28mgに増量された（仕様変更品についてはパッケージに「コーヒーポリフェノール2倍」の表記が入るとともに、JANコードの下6桁（商品コード及びチェックデジット）が変更されている）。

## 沿革
- 2006年（平成18年）
  - 2月6日 - 発売開始。当初は「Black Coffee」と砂糖不使用の「Coffee with milk」の2種類であった。
  - 4月10日 - 微糖・低カロリー設計のペットボトル入りコーヒー「BLACK 炭濾過コーヒー」を発売。
  - 7月17日 - クロロゲン酸を100mg含有した300ml入りボトル缶「BLACK」を発売。
- 2007年（平成19年）
  - 2月19日 - モカ品種2種類を使用した「BLACK プレミアムモカ100%」を発売。
  - 9月24日 - ラインナップを刷新。「ブラック（「Black Coffee」をリニューアルしたもの）」・「アロマモカブレンド」・「牛乳分25%カフェオレ」・「シナモンカプチーノ」・「ディープデミタス」の5種類となる。
  - 11月28日 - コーヒー規格（100gあたり生豆換算5g）の約2.2倍の生豆を使用した「イタリアンエスプレッソ」を発売。
- 2008年（平成20年）
  - 3月10日 - 炭焼を含むトリプルローストを採用した季節限定のボトル缶「炭焼焙煎ブレンド 微糖/ダイエット BLACK」を発売。
  - 6月30日 - 糖類を80%カットし、低カロリー設計にした微糖コーヒー「おいしいダイエット 糖類80%カット」を発売。
  - 8月25日 - 「おいしいダイエット」シリーズの新たなラインナップとして、糖類もカロリーもゼロに抑えた「おいしいダイエット 糖類・カロリー0」を発売。
  - 10月6日 - 2度目の全面刷新。深煎り豆と浅煎り豆のバランスを見直し、生豆臭を低減すると共に、焙煎香をアップ。さらに、「ダブル・ブロック製法」の強化により製品に溶存される酸素量をさらに低減し、酸素に弱い香りやポリフェノールの保持効果もアップした。ラインナップは「ブラック」・「ブレンド（「アロマモカブレンド」を改良）」・「カフェオレ（「牛乳分25%カフェオレ」を改良）」・「カプチーノ（「シナモンカプチーノ」を改良）」・「エスプレッソ（「イタリアンエスプレッソ」を改良）」・「カフェモカ」となる。また、「W」のロゴデザインも変更された。
  - 11月17日 - キリマンジャロとコロンビアスプレモを使用し、乳成分にジャージー乳100%使用した「SPECIAL BEANS 100%」を発売。
- 2009年（平成21年）
  - 4月27日 - 映画「ROOKIES -卒業-」とのタイアップ商品として、「ブラック」の285mlボトル缶を発売。
  - 9月14日 - 3度目の全面刷新。深煎りの比率を増量。さらに、商品ごとに異なる新デザインに一新された。
- 2010年（平成22年）10月4日 - 糖類を90%カットした「劇的微糖」をリニューアル発売すると共に、従来の「ブレンド」の後継製品である「衝撃香味」を発売。
- 2011年（平成23年）
  - 1月24日 - 「衝撃香味」・「劇的微糖」・「ブラック」に「6缶まとめ買いパック」を追加発売。
  - 3月7日 - ペットボトル入りアイスコーヒー「微糖 ICED COFFEE」を発売。
  - 10月3日 - ブレンドコーヒー「衝撃BLEND」を発売。
- 2012年（平成24年）3月19日 - ペットボトル入りアイスコーヒー「微糖 ICED COFFEE」をリニューアルの上再発売。
- 2013年（平成25年）3月25日 - ロング缶の「DOUBLE BLEND」とペットボトル入りアイスコーヒー「ICED COFFEE」を発売。
- 2014年（平成26年）9月22日 - 現行製品全製品（カフェオレ、ブラック、劇的微糖）をリニューアル。缶胴部にビード（胴体を1周する細い溝）を入れることで強度を高めながら17%以上の軽量化を実現した「ビード缶」を採用。併せて、内容量を185gに変更したことで、コーヒーポリフェノール（クロロゲン酸）の含有量が1缶あたり27mgとなった。
- 2016年（平成28年）9月26日 - 「劇的微糖」・「カフェオレ」をリニューアル。1缶あたりのコーヒーポリフェノール（クロロゲン酸類）の含有量を70mgに増量。また、内容量を180gに減容した。
- 2017年（平成29年）9月25日 - 現行製品全製品（ブラック、劇的微糖、カフェオレ）をリニューアル。パッケージデザインを変更するとともに、内容量と希望小売価格も変更となった（本体価格 180g(劇的微糖・カフェオレ),185g(ブラック)/115円 → 165g/111円）。

## 製品一覧

### 2017年9月現在の現行製品
- ブラック（165g缶）
- 劇的微糖（165g缶）
- カフェオレ（165g缶） - コーヒー飲料規格

### 製造終了品
- Black Coffee（現在も発売されている「ブラック」の前身）
- Coffee with milk
- BLACK 炭濾過コーヒー
- BLACK プレミアムモカ100%
- イタリアンエスプレッソ
- 炭焼焙煎ブレンド 微糖/ダイエット BLACK
- おいしいダイエット 糖類80%カット
- おいしいダイエット 糖類・カロリー0
- アロマモカブレンド
- SPECIAL BEANS 100%
- 牛乳分25%カフェオレ
- カフェモカ
- カプチーノ（「シナモンカプチーノ」の前身）
- エスプレッソ
- ブレンド
- シナモンカプチーノ
- 衝撃香味
- 微糖ICED COFFEE
- ICED COFFEE
- 衝撃BLAND
- DOUBLE BLEND - コーヒー規格では珍しい250gロング缶であった